# Hans Christoffel (Mediziner)
Hans Christoffel (* 27. Juni 1888 in Aarau; † 8. April 1959) war ein Schweizer Psychiater und Psychoanalytiker.
Christoffel wuchs in Basel auf. Er studierte Medizin an der Universität Basel (mit einem Auslandssemester an der Universität Wien) und schloss mit Staatsexamen und Doktorat ab. Er arbeitete als Volontär an der allgemeinen Poliklinik des Basler Bürgerspitals. Von 1914 bis 1920 war er Assistenzarzt an der psychiatrischen Klinik Burghölzli in Zürich. Anschliessend eröffnete er in Basel eine psychiatrische Praxis. 
Von 1946 bis 1948 war Christoffel Präsident der Schweizerischen Gesellschaft für Psychologie.
Christoffel heiratete 1916 Margarethe Schmidt, Tochter des Geologen Carl Schmidt. Sie hatten vier Kinder.

## Publikationen (Auswahl)
- Hyperglykamie und Glykosurie nach intravenösen Trauenzuckerinjektionen. In: Zeitschrift für die gesamte experimentelle Medizin. Bd. III (1914), H. 2 (Dissertation).
- Der Einfluss der Sexualität auf die Charakterbildung beim jungen Mann: Referat gehalten an der Delegiertenkonferenz der Freunde des jungen Mannes am 28. Mai 1923 in Olten. Werner-Riehm, Basel 1923.
- Trieb und Kultur. Zur Sozialpsychologie, Physiologie und Psychohygiene der Harntriebhaftigkeit mit besonderer Berücksichtigung der Enuresis. Schwabe, Basel 1944.
- Skizzen zur menschlichen Entwicklungspsychologie. AZ-Presse, Aarau 1945.
- Grundzüge der Uroskopie. In: Gesnerus. Band 10, Nr. 3–4, 1953, S. 89–122 doi:10.5169/seals-520795